# Calisoga sacra
Calisoga sacra är en spindelart som beskrevs av Chamberlin 1937. Calisoga sacra ingår i släktet Calisoga och familjen Nemesiidae. Inga underarter finns listade.